# Wasp 58
El sistema Wasp 58 es un arma antitanque lanzacohetes de 58 mm desarrollada en Francia a finales de la década de 1980. El arma fue desarrollada originalmente de forma privada por la firma francesa Luchaire SA, subsidiaria de la corporación KNDS Francia. 

## Historia
A principios de los años 1980, el departamento de ventas de Luchaire había notado que los crecientes costos de las armas antiblindaje y de asalto individuales ligeras habían llegado al punto de que cada vez se podían comprar menos y que existía la necesidad de un arma antiblindaje y de asalto para una sola persona que pudiera comprarse por un costo ligeramente superior al de una granada de fusil, pero con la mayor precisión y facilidad de uso de un lanzacohetes para una sola persona. 
Los mercados de exportación mundiales fueron la principal consideración detrás del desarrollo del sistema Wasp 58 por Luchaire. 

## Funcionamiento
El Wasp 58 es un arma de fuego directo utilizada para atacar vehículos ligeramente blindados a distancias de hasta 300 metros. 
También se puede utilizar contra búnkeres o como una arma de fuego de apoyo.
El Wasp 58 es un sistema de armas desechable para una sola persona basado en el principio de disparo sin retroceso. Al encenderse, el propulsor dispara el proyectil de 58 mm hacia adelante mientras que al mismo tiempo expulsa una contramasa de fragmentos de plástico hacia atrás para lograr un efecto de disparo sin retroceso. Los pedazos de plástico, debido a su tamaño y peso, pierden velocidad después de 1 metro de recorrido desde la parte trasera del lanzador. El proyectil está estabilizado por seis aletas que se despliegan y se bloquean en su lugar después de salir del tubo lanzador. 
Los diseñadores del Wasp 58 lo hicieron compacto y fácil de operar contando con una pequeña firma de lanzamiento. Esto permite disparar desde espacios cerrados, incluso desde pequeñas habitaciones en edificios, y protege al usuario de que se revele su posición al enemigo. 
El Wasp 58 está compuesto por un tubo de lanzamiento sellado y fabricado con plástico reforzado con fibra de vidrio. La ojiva antiblindaje HEAT del Wasp 58 tiene un diámetro de 58 mm y está basada en la ojiva de una granada de fusil de 58 mm, también diseñada y fabricada por Luchaire y que está en servicio en el ejército francés y en otros ejércitos del Mundo. 
La ojiva antiblindaje del Wasp 58 puede penetrar 300 mm de blindaje homogéneo laminado (BHL).
Si bien su penetración es insuficiente para perforar la parte frontal de los carros de combate principales modernos actuales, puede atacar a otros objetivos blindados (vehículos blindados de combate con ruedas o bien  tanques ligeros) tanto de frente como de costado.
El Wasp 58 no requiere mantenimiento anual ni almacenamiento especial aparte del que se requeriría para otras municiones y armas de fuego. El Wasp 58 tiene una probabilidad de impacto de más del 95% cuando se dispara contra objetivos estacionarios (y un 88% contra objetivos en movimiento).

## Producción
El sistema Wasp 58 se vendió por primera vez en 1987.  El sistema antitanque Wasp ha sido un éxito comercial con más de 450 000 unidades producidas,  incluidas las unidades producidas bajo licencia en Grecia. El Wasp está en servicio en Francia (con los comandos del aire franceses), Bélgica, Dinamarca, Francia, Grecia y los Países Bajos. La Organización Revolucionaria 17 de Noviembre robó algunos cohetes y los utilizó para llevar a cabo algunos ataques terroristas. 

## Usuarios

### Usuarios estatales
- Bélgica
- Dinamarca
- Francia
- Países Bajos

### Usuarios no estatales
- Organización Revolucionaria 17 de Noviembre